# Tóth Erzsébet (költő)
Tóth Erzsébet (Tatabánya, 1951. augusztus 28.) József Attila-díjas magyar költőnő. A Magyar Művészeti Akadémia rendes tagja (2013).

## Életútja

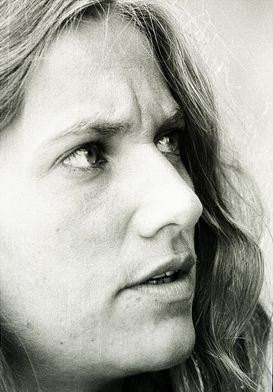
A Fiatal Írók Találkozóján 1979-ben (Bahget Iskander felvétele)

Felsőfokú tanulmányokat a Marx Károly Közgazdaságtudományi Egyetemen folytatott, 1979-ben Móricz Zsigmond-ösztöndíjban részesült.Többször felterjesztették József Attila-díjra, de politikai okokból e díjat csupán 1995-ben kapta meg. Közgazdász végzettsége ellenére az irodalom felé fordult, 1981-85 között a Magyar Diafilmgyártó Vállalatnál szerkesztő, majd szabadfoglalkozású író. 1979-84 közt a Fiatal Írók József Attila Körének (FIJAK) vezetőségi tagja. 1994-96 között az Élet és Irodalom versrovatát szerkesztette. Volt rovata a Magyar Nemzetben, a Magyar Hírlapban, ezek hasábjain prózában írta meg közéleti mondanivalóit. 2009-ben részt vállalt az ÉS ellen lapjának, Nagyítás : társadalom, politika, kultúra c. hetilapnak a szerkesztésében, melyet Közép-európai Kultúráért Alapítvány adott közre. 2010-ben a vállalkozás csődbe ment. Ezt a csődöt a jobboldali konzervatív irodalom nagy veszteségeként érzékeli a költőnő. (Interjú Tóth Erzsébettel, i.m.) A költőnő Kőrózsa betonszív c. darabját a debreceni Csokonai Színházban mutatták be 2010. április 9-én.
1976 óta publikál tárcákat, közéleti írásokat, verseket folyóiratokban, antológiákban (például: Egyetlen idő : egy tokaji asztaltársaság antológiája /1997/) és önálló kötetekben. Szabad verseit erős személyesség jellemzi.

## Kötetei
- Egy végtelen vers közepe, Móra (1979)
- Gyertyaszentelő, Magvető (1982)
- Arcod mögött május, Antológia (1993)
- Ismeretlen könnyű szívvel. Válogatott és új versek; Felsőmagyarország Kiadó, Miskolc, 1997
- A lisszaboni járat, Kortárs (2000)
- Nyár, Borges-utcák, Békés Megyei Könyvtár (2001)
- Rossz környék; Kortárs, Budapest, 2004
- Camus napsütése. Olvasókönyv; Felsőmagyarország, Miskolc, 2005
- Láncok a csuklón, Kortárs (2006)
- Szívhangok. Tárcák, elbeszélések; Kortárs, Budapest, 2008 (Kortárs próza)
- Aliz már nem lakik itt, Összegyűjtött és új versek, Nap (2011)
- Kőrózsa, Nap (2012)
- Hidegbéke. Esszék, tárcák, kisprózák, 2008–2012; Nap, Budapest, 2013 (Magyar esszék)
- A szálló por, a hulló csillagok. Versek; Nap, Budapest, 2015
- A macskám Pasolinit olvas. Esszék; Nap, Budapest, 2019 (Magyar esszék)
- Kínai legyező. Versek; Nap, Budapest, 2021

## Folyóiratokban megjelent verseiből
- Elférni egy tenyéren (Bőrfarkas; Tündöklő anyácskám). Alföld, 61. évf. 2010/12. sz. 46-47. p.
- Téli álom. Kortárs, 55. évf. 2011/7-8. sz. 76-77. p.
- Spinoza reggelije, Forrás : szépirodalmi, szociográfiai, művészeti folyóirat, 43. évf, 2011/4. sz. 19-21. p. Archiválva 2016. március 5-i dátummal a Wayback Machine-ben

## Szerkesztéseiből
- Fiatal Írók Találkozója : Lakitelek, 1979-2009 / [szerk. Tóth Erzsébet és Agócs Sándor] ; [... Bahget Iskander ... fotóival] ; [... Lezsák Sándor ... jegyzeteivel] 2. kiad. Lakitelek : Antológia, 2009. 229, 127 p. ill. + CD (2. kiad. 2011).

## Díjak, elismerések
- József Attila-díj (1995)
- Ratkó József-díj (1998)[1]
- Arany János-jutalom (1999)
- Magyarország Babérkoszorúja díj (2013)
- Prima díj (2022)[2]
- Balassi Bálint-emlékkard (2025)